# バッテリー (野球)

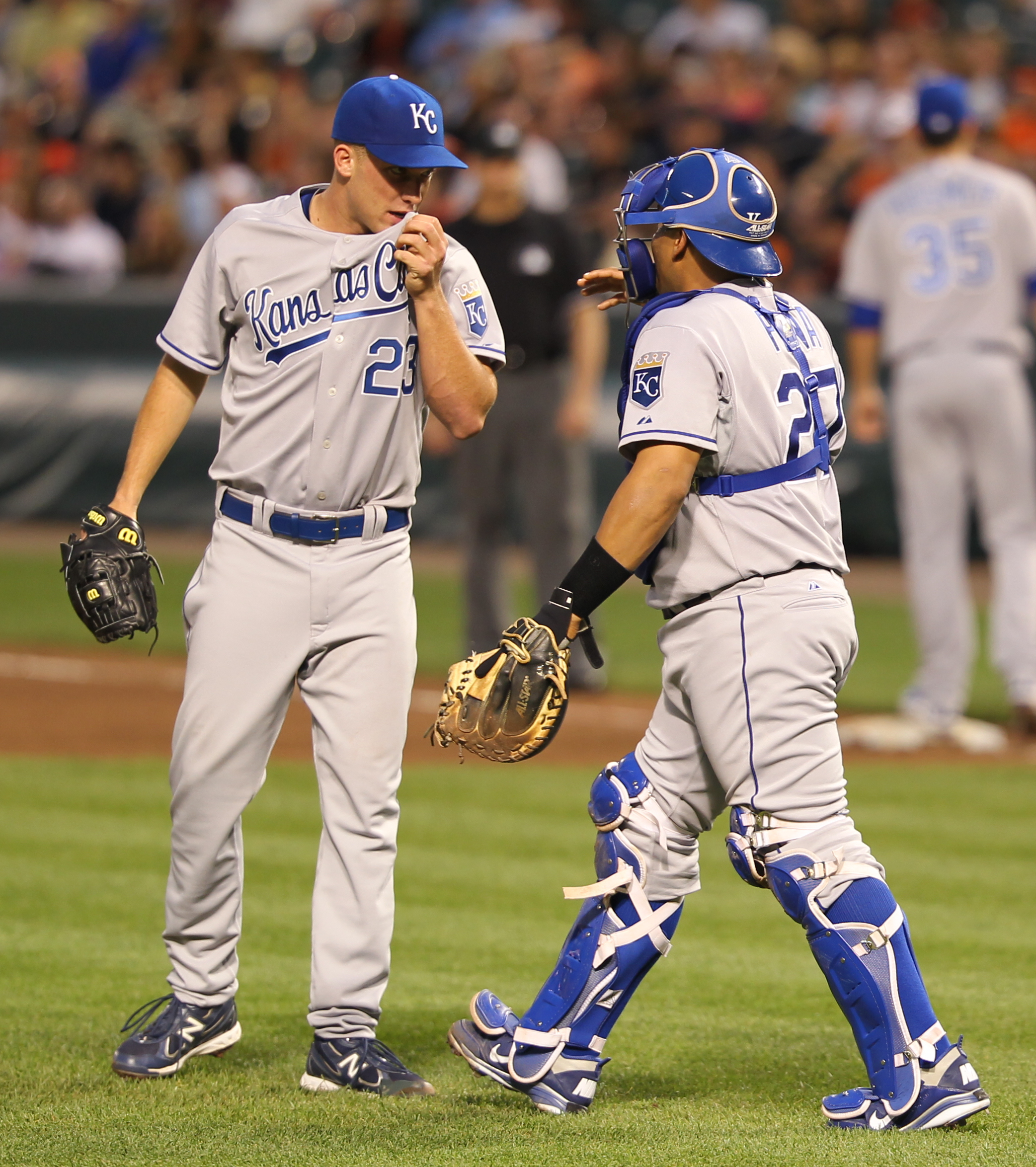
野球における投手と捕手をまとめてバッテリーと呼ぶ。

バッテリー（英: battery）とは、投手と捕手を合わせて呼ぶ野球用語である。投手にとっての捕手、捕手にとっての投手をバッテリーマン（英: batteryman）、またはバッテリーメイト（英: batterymate）と呼ぶこともある。

## 歴史

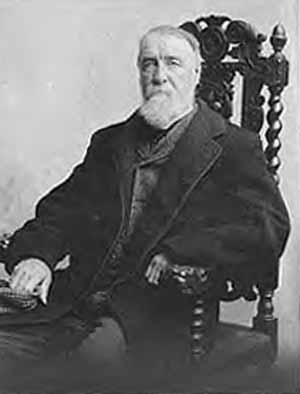
ヘンリー・チャドウィックは野球における「バッテリー」という用語を生み出した。

### 語源
野球における「バッテリー」という言葉は、1860年代にヘンリー・チャドウィックが、チームの投手陣の能力を指して、当時の南北戦争で使用されていた砲兵中隊の呼称に倣って初めて使用したものである。その後、この用語は投手と捕手のコンビネーションを示すようになった。

### 投手による捕手の指名
野球の歴史を通じてチームには複数の捕手がいるのが一般的だが、スター投手は一貫して1人の捕手と固定のバッテリーを組みたがることが多かった。
20世紀の初め頃、何人かの投手が気に入った捕手を選んでいたことが知られている。スポーツライターのフレッド・リーブは、1899年にニューヨーク・ジャイアンツ（後のサンフランシスコ・ジャイアンツ）で組まれたクリスティ・マシューソンとフランク・バウワーマンのバッテリー、1908年にフィラデルフィア・アスレチックスで組まれたジャック・クーンズ とジャック・ラップのバッテリー、1901年にボストン・アメリカンズ（後のボストン・レッドソックス）で最も注目を集めたサイ・ヤングとルー・クリガーのバッテリー、1911年にフィラデルフィア・フィリーズで始まったピート・アレクサンダーとビル・キルファーのバッテリーについて想起している。 その他の成功したバッテリーとしては、1904年に組まれたエド・ウォルシュとビリー・サリバン、1923年に組まれたウォルター・ジョンソンとマディ・ルーエル、ダジー・ヴァンスなどがある。
その後数十年にわたり投手がお気に入りの捕手を指名することは行われなくなっていたが、1976年、MLBの投手数名がお気に入りの捕手を指名するようになった。例えば、フィラデルフィア・フィリーズの捕手ボブ・ブーンは当時最高の捕手とされていたが、投手であるスティーブ・カールトンの要請により、ティム・マッカーバーとバッテリーを組んだ（後にブーンはカリフォルニア・エンゼルスに移籍）。カールトンとマッカーバーのバッテリーは、同シーズンのカールトンの登板した35試合のうち32試合とプレーオフの1試合で好成績を収めた。2人はセントルイス・カージナルスで1966年から1969年までの4年間バッテリーを組んでいた。 他にも、1976年にデトロイト・タイガースに入団したばかりの新人投手マーク・フィドリッチは、同じく新人捕手のブルース・キムとバッテリーを組むことを望んだ。フィドリッチとキムのバッテリーは、1976年シーズンのフィドリッチの登板した全29試合に先発出場した。2人は1977年までバッテリーを組んでいた。
捕球するのが難しいナックルボールを投げる投手（ナックルボーラー）は、ナックルボールを捕球するのが得意な捕手との投球を好むことが多い。ナックルボーラーとして有名なボストン・レッドソックスのティム・ウェイクフィールドは当時のレッドソックスの正捕手であったジェイソン・バリテックがナックルボールの捕球に苦戦していたため、専属捕手としてダグ・ミラベリが起用されていた。

## 出場試合数の多いバッテリー
以下の表は、2022年9月20日現在、1914年以来MLBにおいて200回以上先発出場したバッテリーを示したものである。
特に注目すべきバッテリーは、1925年から1933年までフィラデルフィア・アスレチックスに在籍したレフティ・グローブ（ビル・ジェームズにより野球史で2番目に偉大な投手と評価されている）ミッキー・カクレーン（ジェームズにより野球史で8番目に偉大な捕手と評価されている）のバッテリー、1950年から1963年にかけてニューヨーク・ヤンキースでワールドシリーズに複数回出場したホワイティー・フォードとヨギ・ベラのバッテリーを含む、以下の殿堂入りしたバッテリー5組である。
| 先発出場試合数 | 投手                       | 捕手                   | 組まれた年           | 球団                                                     |
| -------------- | -------------------------- | ---------------------- | -------------------- | -------------------------------------------------------- |
| 328            | アダム・ウェインライト     | ヤディアー・モリーナ   | 2007–2022            | セントルイス・カージナルス                               |
| 324            | ミッキー・ロリッチ         | ビル・フリーハン       | 1963–1975            | デトロイト・タイガース                                   |
| 316            | ウォーレン・スパーン       | デル・クランドール     | 1949–1963            | ボストン/ミルウォーキー・ブレーブス                      |
| 306            | レッド・フェイバー         | レイ・シャーク         | 1914–1926            | シカゴ・ホワイトソックス                                 |
| 283            | ドン・ドライスデール       | ジョン・ローズボロ     | 1957–1967            | ブルックリン/ロサンゼルス・ドジャース                    |
| 282            | レッド・ラフィング         | ビル・ディッキー       | 1930–1946            | ニューヨーク・ヤンキース                                 |
| 270            | スティーブ・ロジャース     | ゲイリー・カーター     | 1975–1984            | モントリオール・エクスポズ                               |
| 264            | ボブ・レモン               | ジム・ヒーガン         | 1946–1957            | クリーブランド・インディアンス                           |
| 250            | アーリー・ウィン           | ジム・ヒーガン         | 1949–1957            | クリーブランド・インディアンス                           |
| 248            | トム・グラビン             | ハビー・ロペス         | 1994–2002            | アトランタ・ブレーブス                                   |
| 247            | レフティ・ゴメス           | ビル・ディッキー       | 1931–1942            | ニューヨーク・ヤンキース                                 |
| 240            | ボブ・フェラー             | ジム・ヒーガン         | 1941–1956            | クリーブランド・インディアンス                           |
| 239            | フェルナンド・バレンズエラ | マイク・ソーシア       | 1981–1990            | ロサンゼルス・ドジャース                                 |
| 237            | スタン・コベレスキ         | スティーブ・オニール   | 1916–1923            | クリーブランド・インディアンス                           |
| 237            | トム・シーバー             | ジェリー・グロート     | 1967–1977            | ニューヨーク・メッツ                                     |
| 230            | ルー・バーデット           | デル・クランドール     | 1953–1963            | ミルウォーキー・ブレーブス                               |
| 228            | スティーブ・カールトン     | ティム・マッカーバー   | 1965–1969, 1972–1979 | セントルイス・カージナルス、フィラデルフィア・フィリーズ |
| 224            | レフティ・グローブ         | ミッキー・カクレーン   | 1925–1933            | フィラデルフィア・アスレチックス                         |
| 221            | ポール・デリンジャー       | アーニー・ロンバルディ | 1933–1941            | シンシナティ・レッズ                                     |
| 212            | ホワイティー・フォード     | ヨギ・ベラ             | 1950–1963            | ニューヨーク・ヤンキース                                 |
| 208            | サンディー・コーファックス | ジョン・ローズボロ     | 1957–1966            | ブルックリン/ロサンゼルス・ドジャース                    |
| 208            | マイク・フラナガン         | リック・デンプシー     | 1976–1986            | ボルチモア・オリオールズ                                 |
| 207            | ジャック・モリス           | ランス・パリッシュ     | 1978–1986            | デトロイト・タイガース                                   |
| 207            | コール・ハメルズ           | カルロス・ルイーズ     | 2006–2015            | フィラデルフィア・フィリーズ                             |
| 203            | ルーブ・ウォルバーグ       | ミッキー・カクレーン   | 1925–1933            | フィラデルフィア・アスレチックス                         |
| 203            | ビリー・ピアース           | シェーム・ロラー       | 1952–1961            | シカゴ・ホワイトソックス                                 |
| 202            | デーブ・スティーブ         | アーニー・ウィット     | 1980–1989            | トロント・ブルージェイズ                                 |

  アメリカ野球殿堂入り

## バッテリーでのノーヒットノーラン記録
下の表は、MLBにおいて2回以上のノーヒットノーランを記録しているバッテリーの組み合わせを示している。
| 達成回数 | 投手                         | 捕手                   | 日時          | 球団                             | 出典   |
| -------- | ---------------------------- | ---------------------- | ------------- | -------------------------------- | ------ |
| 2        | ラリー・コーコラン           | シルバー・フリント     | 1880年8月19日 | シカゴ・ホワイトストッキングス   | [ 18 ] |
| 2        | ラリー・コーコラン           | シルバー・フリント     | 1882年9月20日 | シカゴ・ホワイトストッキングス   | [ 18 ] |
| 2        | ラリー・コーコラン           | キング・ケリー         | 1880年8月19日 | シカゴ・ホワイトストッキングス   | [ 18 ] |
| 2        | ラリー・コーコラン           | キング・ケリー         | 1884年6月27日 | シカゴ・ホワイトストッキングス   | [ 18 ] |
| 2        | パッド・ガルヴィン           | ジャック・ロウ         | 1880年8月20日 | バッファロー・バイソンズ         | [ 18 ] |
| 2        | パッド・ガルヴィン           | ジャック・ロウ         | 1884年8月4日  | バッファロー・バイソンズ         | [ 18 ] |
| 2        | アドニス・テリー             | ジミー・ピープルズ     | 1886年7月24日 | ブルックリン・グレイス           | [ 19 ] |
| 2        | アドニス・テリー             | ジミー・ピープルズ     | 1888年5月27日 | ブルックリン・ブライドグルームス | [ 20 ] |
| 2        | サイ・ヤング                 | ルー・クリガー         | 1904年5月5日  | ボストン・アメリカンズ           | [ 21 ] |
| 2        | サイ・ヤング                 | ルー・クリガー         | 1908年6月30日 | ボストン・レッドソックス         | [ 22 ] |
| 2        | アディ・ジョス               | ニグ・クラーク         | 1908年10月2日 | クリーブランド・ナップス         | [ 23 ] |
| 2        | アディ・ジョス               | ニグ・クラーク         | 1910年4月20日 | クリーブランド・ナップス         | [ 24 ] |
| 2        | ジョニー・ヴァンダー・ミーア | アーニー・ロンバルディ | 1938年7月11日 | シンシナティ・レッズ             | [ 25 ] |
| 2        | ジョニー・ヴァンダー・ミーア | アーニー・ロンバルディ | 1938年7月15日 | シンシナティ・レッズ             | [ 26 ] |
| 2        | アリー・レイノルズ           | ヨギ・ベラ             | 1951年7月12日 | ニューヨーク・ヤンキース         | [ 27 ] |
| 2        | アリー・レイノルズ           | ヨギ・ベラ             | 1951年9月28日 | ニューヨーク・ヤンキース         | [ 28 ] |
| 2        | カール・アースキン           | ロイ・キャンパネラ     | 1952年6月19日 | ブルックリン・ドジャース         | [ 29 ] |
| 2        | カール・アースキン           | ロイ・キャンパネラ     | 1956年5月12日 | ブルックリン・ドジャース         | [ 30 ] |
| 2        | サンディー・コーファックス   | ジョン・ローズボロ     | 1962年6月30日 | ロサンゼルス・ドジャース         | [ 31 ] |
| 2        | サンディー・コーファックス   | ジョン・ローズボロ     | 1963年5月11日 | ロサンゼルス・ドジャース         | [ 32 ] |
| 2        | スティーブ・バスビー         | フラン・ヒーリー       | 1973年4月27日 | カンザスシティ・ロイヤルズ       | [ 33 ] |
| 2        | スティーブ・バスビー         | フラン・ヒーリー       | 1974年6月19日 | カンザスシティ・ロイヤルズ       | [ 34 ] |
| 2        | ロイ・ハラデイ               | カルロス・ルイーズ     | 2010年5月29日 | フィラデルフィア・フィリーズ     | [ 35 ] |
| 2        | ロイ・ハラデイ               | カルロス・ルイーズ     | 2010年10月6日 | フィラデルフィア・フィリーズ     | [ 36 ] |
| 2        | ホーマー・ベイリー           | ライアン・ハニガン     | 2012年9月28日 | シンシナティ・レッズ             | [ 37 ] |
| 2        | ホーマー・ベイリー           | ライアン・ハニガン     | 2013年7月2日  | シンシナティ・レッズ             | [ 38 ] |
| 2        | マックス・シャーザー         | ウィルソン・ラモス     | 2015年6月20日 | ワシントン・ナショナルズ         | [ 39 ] |
| 2        | マックス・シャーザー         | ウィルソン・ラモス     | 2015年10月3日 | ワシントン・ナショナルズ         | [ 40 ] |

1. 1 2  1880年8月19日のコーコランのノーヒットノーランは、途中で捕手がフリントからケリーに交代しての達成。

  アメリカ野球殿堂入り

## 兄弟バッテリー
以下の表には、MLBの1シーズン中に同じMLB球団でプレーした投手と捕手の兄弟が並べられている。並べられている2人は実際のMLBの試合でバッテリーとして出場したことがない可能性もある。
以下に挙げた選手の中でもユニークなのは、モート・クーパーとウォーカー・クーパー兄弟である。2人は1942年と1943年のMLBオールスターゲームでナショナルリーグの先発バッテリーを務め、1942年、1943年、1944年のワールドシリーズにもバッテリーとして出場した。兄弟バッテリーとしてオールスターゲーム先発出場、ワールドシリーズ出場の両方を達成したのは、2人だけだった。
| 球団 | 投手                   | 捕手                   |
| --- | ---------------------- | ---------------------- |
| 1877年のボストン・レッドキャップス 1878年のシンシナティ・レッズ 1879年のシンシナティ・レッズ | ウィル・ホワイト       | ディーコン・ホワイト   |
| 1884年のリッチモンド・バージニアンズ | エド・デュガン         | ビル・デュガン         |
| 1885年のバッファロー・バイソンズ | ピート・ウッド         | フレッド・ウッド       |
| 1886年のボルチモア・オリオールズ | ディック・コンウェイ   | ビル・コンウェイ       |
| 1890年のニューヨーク・ジャイアンツ (プレイヤーズリーグ) 1891年のニューヨーク・ジャイアンツ | ジョン・ユーイング     | バック・ユーイング     |
| 1902年のセントルイス・カージナルス 1903年のセントルイス・カージナルス | マイク・オニール       | ジャック・オニール     |
| 1912年のニューヨーク・ハイランダーズ | トミー・トンプソン     | ホーマー・トンプソン   |
| 1914年のボストン・ブレーブス | レフティー・テイラー   | フレッド・テイラー     |
| 1924年のセントルイス・スターズ | ジョージ・ミッチェル   | ロバート・ミッチェル   |
| 1927年のカンザスシティ・モナークス | モーリス・ヤング       | トム・ヤング           |
| 1929年のボストン・レッドソックス | ミルト・ガストン       | アレックス・ガストン   |
| 1932年のキューバ・スターズ (東地区) 1933年のキューバ・スターズ 1934年のキューバ・スターズ 1939年のニューヨーク・キューバンズ 1944年のニューヨーク・キューバンズ                                                                                            | ルディ・フェルナンデス | ホセ・フェルナンデス   |
| 1934年のボストン・レッドソックス 1935年のボストン・レッドソックス 1936年のボストン・レッドソックス 1937年のボストン・レッドソックス 1937年のワシントン・セネタース 1938年のワシントン・セネタース                                                          | ウェス・フェレル       | リック・フェレル       |
| 1940年のセントルイス・カージナルス 1941年のセントルイス・カージナルス 1942年のセントルイス・カージナルス 1943年のセントルイス・カージナルス 1944年のセントルイス・カージナルス 1945年のセントルイス・カージナルス 1947年のニューヨーク・ジャイアンツ (MLB) | モート・クーパー       | ウォーカー・クーパー   |
| 1941年のシンシナティ・レッズ 1944年のシンシナティ・レッズ 1945年のシンシナティ・レッズ 1948年のピッツバーグ・パイレーツ | エルマー・リドル       | ジョニー・リドル       |
| 1954年のフィラデルフィア・アスレチックス 1955年のカンザスシティ・アスレチックス 1960年のニューヨーク・ヤンキース | ボビー・シャンツ       | ビリー・シャンツ       |
| 1959年のシンシナティ・レッズ | ジム・ベイリー         | エド・ベイリー         |
| 1959年のロサンゼルス・ドジャース 1960年のロサンゼルス・ドジャース 1961年のロサンゼルス・ドジャース 1962年のロサンゼルス・ドジャース | ラリー・シェリー       | ノーム・シェリー       |
| 2021年のシカゴ・カブス | アンドリュー・ロマイン | オースティン・ロマイン |

  アメリカ野球殿堂入り

## その他の記録と初記録

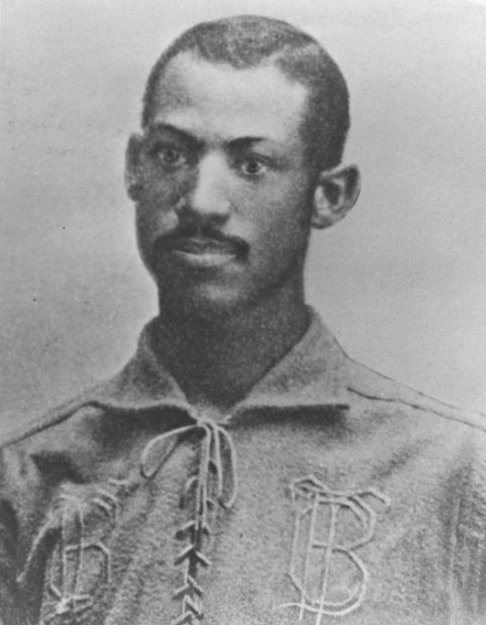
モーゼス・フリート・ウォーカー（写真）とジョージ・ストービーはMLB初の黒人バッテリーを結成した。

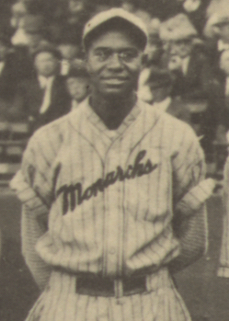
1941年のカンザスシティ・モナークスのフランク・ダンカン・ジュニア（写真）とその息子フランク・ダンカン3世はMLBで唯一の親子バッテリーだと考えられている。

### 出場試合数の多いバッテリー
MLBで最も多くの試合に一緒に出場したバッテリーはマリアノ・リベラとホルヘ・ポサダのバッテリーで、1995年から2011年の間にニューヨーク・ヤンキースで598試合に出場した。

### チーム勝利試合数の多い先発バッテリー
先発勝利回数の最も多いバッテリーは、アダム・ウェインライトとヤディアー・モリーナのバッテリーで、213勝を挙げている。

### 最も多くの投球回を投げたバッテリー
1914年から1928年までシカゴ・ホワイトソックスで一緒にプレーしたレッド・フェイバーとレイ・シャークのバッテリーは、バッテリーとしての最多投球回（2553.2）を記録した。

### 同一試合での満塁本塁打
サンフランシスコ・ジャイアンツのマディソン・バンガーナーとバスター・ポージーは、2014年7月13日のアリゾナ・ダイヤモンドバックス戦で、MLB初の同一試合での満塁本塁打を達成したバッテリーとなった。バンガーナーは4月11日にも満塁本塁打を放っていたため、バンガーナーにとって同年2本目の満塁本塁打となった。

### 黒人バッテリー
投手のジョージ・ストービーと捕手のモーゼス・フリート・ウォーカーは、1887年にインターナショナル・アソシエーションのニューアーク・リトルジャイアンツでチームを組み、MLB史上初の黒人バッテリーを結成した。このバッテリーはシーズン開幕から10連勝を記録したが、7月15日にシカゴ・ホワイトストッキングスが試合出場を拒否し、リーグが人種差別を実施することとなった（野球におけるカラー・ライン）。

### 親子バッテリー
1941年のカンザスシティ・モナークスのフランク・ダンカン・ジュニアとその息子のフランク・ダンカン3世はMLBで唯一の親子バッテリーであると考えられている。
2012年、元メジャーリーガーのロジャー・クレメンスは引退から復帰後、アトランティックリーグのマイナーリーグ、シュガーランド・スキーターズで投手となり、9月7日の試合で息子のコビー・クレメンスとバッテリーを組んだ。

## 日本プロ野球におけるバッテリー

### 最優秀バッテリー賞
日本野球機構のプロ野球では、毎年スポーツニッポン新聞社が主催で「プロ野球最優秀バッテリー賞」を授与している。

## バッテリーを題材にした作品
バッテリーを題材にした作品がある。
- バツ&テリー - 大島やすいちの漫画。
- バッテリー (かわぐちかいじの漫画) - かわぐちかいじの漫画。
- バッテリー (小説) - あさのあつこの小説。
- 忘却バッテリー - みかわ絵子の漫画。